# Vicatia
Vicatia es un género de plantas de la familia de las apiáceas. Comprende 9 especies descritas y de estas, solo 3 aceptadas.

## Taxonomía
El género fue descrito por Augustin Pyrame de Candolle y publicado en Prodromus Systematis Naturalis Regni Vegetabilis 4: 243. 1830. La especie tipo es: Vicatia coniifolia Wall. ex DC.	

## Especies
A continuación se brinda un listado de las especies del género Vicatia aceptadas hasta julio de 2013, ordenadas alfabéticamente. Para cada una se indica el nombre binomial seguido del autor, abreviado según las convenciones y usos.
- Vicatia bipinnata Shan & F.T. Pu
- Vicatia coniifolia Wall. ex DC.
- Vicatia thibetica H. Boissieu